# Gliglois
Gliglois és una novel·la relativament curta, escrita en francès antic (picard) i redactada en 2.942 versos octosil·làbs apariats, de la primera meitat del segle xiii i d'autor desconegut. Forma part de l'anomenada matèria de Bretanya, relacionada amb la cort del Rei Artús. Aquesta obra, que es conservava en un únic manuscrit a la biblioteca de Torí, va ser completament destruïda per un incendi el 25 de gener de l'any 1904. La reconstrucció ha estat possible gràcies a l'estudi d'una transcripció feta per Wendelin Foerster i J. Müller a finals del segle xix, conservada a la Universitat Harvard, i als treballs de recerca posteriors de Charles H. Livingstone durant la primera meitat del segle xx. El manuscrit ha estat també restaurat.

## Argument
L'obra està ambientada a la cort del Rei Artús; la trama està centrada plenament en el tema amorós i cortesà i no hi intervé element meravellós.
Gliglois, fill d'un noble alemany, és enviat pel seu pare a la cort del Rei Artús a fi de perfeccionar-se en les armes cavalleresques; allà servirà com a escuder a les ordres del noble Gauvain (o Gawain, en la terminologia anglesa). Tots dos es troben immersos en una lluita per aconseguir l'amor de Beauté, donzella de Ginebra i hereva de la casa de Landemore. Després de diverses vicissituds, i particularment després de la seva participació victoriosa en un torneig, Gliglois aconsegueix els seus propòsits. La dama de Landemore l'accepta com a espòs i el Rei Artús l'anomena cavaller de la Taula Rodona. El poema conclou amb una lliçó moralista, destacant com l'amor fidel i perseverant obté la seva recompensa.